# Dereniówka (stacja kolejowa)
Dereniówka (ukr. Деренівка, ros. Дереневка) – stacja kolejowa w miejscowości Dereniówka, w rejonie trembowelskim, w obwodzie tarnopolskim, na Ukrainie.
Stacja istniała przed II wojną światową.